# SN 2011ht
SN 2011ht – supernowa typu IIn odkryta 29 września 2011 roku w galaktyce UGC 5460. W momencie odkrycia miała maksymalną jasność 17,00m.